# Земомысл Померанский
Земомысл Померанский (лат. Zemuzil) — первый исторически достоверный князь Померании, упоминается под 1046 годом в Больших Альтаихских анналах.

## Научные интерпретации

### Идентичность Zemuzil и Sememizl
По мнению Эдуарда Рымаря Sememizl идентичен Zemuzil, поскольку данное имя редко встречается среди польских Пястов и поморских князей.
Герард Лябуда сомневается в наличии связи между Zemuzil и Sememizl, которого он считает сыном Дитрика, изгнанного польским королём в Германию.

### Суть съезда
Родрик Шмидт предполагает, что мирный договор, упомянутый в документе, был необходим, среди прочих причин, из-за поддержки Земомыслом Мецлава Мазовецкого, поднявшего бунт против Казимира, и изгнавшего его из Польши. Казимир был восстановлен на престоле с помощью Генриха. По мнению же Эдуарда Рымаря, скорее всего, конфликт возник из-за неуплаты дани Поморским князем Казимиру. После посредничества Генриха Земомысл оказался не в состоянии выплатить феодальные повинности и в 1047 году Казимир вторгся в Померанию и взял её под свой контроль.

### Государство Земомысла
По мнению Шмидта, на основании записи от 1046 года невозможно установить локализацию государства Земомысла.
Эдуард Рымарь, вслед за Ловмянским, считает, что Земомысл был правителем единого Поморского государства с центром в Колобжеге, а не более мелкого княжества, что объясняет заключение им мирного договора наравне с князьями Чехии и Польши. Шмидт тоже говорит, что упоминание Земомысла в одном ряду с Бржетиславом и Казимиром предполагает равенство их статусов, и что политическая организация государства Земомысла в 1046 году должна была напоминать чешскую и польскую.
Штабенов, с другой стороны, говорит, что подавляющее большинство историков считают Земомысла правителем только части территории, ограниченной Одером, Балтийским морем, Вислой, Вартой и Нотецем, и что точная локализация его государства в пределах этой области — вопрос спорный. Штабенов также говорит, что данная запись — первое письменное упоминание о поморянах.

### Имя
Историки предпринимали несколько попыток восстановить славянское имя князя по версии, записанной немецким летописцем, «Zemuzil». До установления связи между документом от 1040 года и записью от 1046 года имя писалось по-разному: как Ziemomysł (Освальд Бальцер), Siemosił (Александр Брюкнер) и даже Wszemysł. Зигмунт Войцеховский, проконсультировавшись с славистами, считает, что «Zemuzil» соответствует краткой форме «Siemysł», сокращению от «Siemomysł». Имя появляется в династии Пястов с польским князем Земомыслом и корнем «-Siem», отсылающим к «семья» (отсюда Siemomysł — «думающий о своей семье»), а также встречающимся в именослове Пястов у полулегендарного Земовита.

### Вероисповедание
По Рымарю, Земомысл, скорее всего, был христианином, ибо иначе он не получил бы поддержки Генриха, хотя он, возможно, сохранял этот факт в тайне от своего, в основном, по-прежнему языческого окружения.

### Предположительная генеалогия
По словам Эдуарда Рымаря, Земомысла часто считаю отцом или дедом померанского князя Святобора I. Шмидт говорит, что на основе записи 1046 года невозможно утверждать, будто Земомысл был предком более поздних поморских князей, и цитирует схожие выводы других немецких историков Мартина Верманна и Адольф Гофмейстера.
Немецкий историк XIX века Иоганн Людвиг Квандт считал, что Земомысл и другие ранние поморские князья династии Гриффинов произошли от польской знати Малой Польши, что Земомысл был поставлен воеводой своего княжества польским королём Болеславом I Храбрым, и что он был дедом Святобора I. Австро-польский историк Освальд Бальцер связывал герцога с династией Пястов через матрилинейную связь, сделав его матерью дочь Болеслава I Храброго. Сходным образом, Генрик Ловмянский рассматривал Земомысла в качестве сына дочери Мешко I, первого исторического правителя Польши.
Герард Лябуда утверждал, что Земомысл, скорее всего, связан с Пястами по матери. Рымарь говорит, что документ 1040 года является одной из причин, почему Земомысла иногда полагают связанным с польской династией Пястов. Станислав Закревский верил, что князь быть братом Дитрика, предполагаемого отца Sememizl по Лябуде, а также предполагал, что Земомысл был предком Святобора.